# Григорије Гавра
Григорије Гавра (грч. Γρηγόριος Γαβρᾶς) је био син византијског гувернера Трапезунта, Теодора Гавре, који је учествовао у мањој неуспешној побуни против цара Алексија I Комнена око 1091. године.

## Живот у Цариграду
Пошто је Григоријев отац био важан гувернер и моћан генерал, цар Алексије I је желео да га повеже са царском породицом. Сходно томе, Григорије је био са својим оцем у Цариграду током касних 1080-их када се верио за ћерку Алексијевог брата, севастократора Исака Комнина . Григорију је остао царски двор пошто се његов отац вратио у Трапезунт.
Убрзо након тога умрла је Григоријева мајка, а његов отац се убрзо поново оженио, овог пута за племкињу изАланије која је случајно била блиска рођака жене Исака Комнина. Када се то сазнало у престоници, Григоријеве веридбе су тихо раскинуте јер су се сада сматрали блиским рођацима и према грађанским и црквеним законима такви бракови су били забрањени. Алексије је, међутим, био забринут због Теодорове реакције, па је задржао Григорија на двору као таоца како би обезбедио Теодорово даље добро понашање, уверавајући Теодора тврдњом да размишља да ожени Григорија једном од својих ћерки.
Теодор се убрзо вратио у престоницу и сковао план да отме сина и врати се са њим у Трапезунт. Одвео је дечака до луке Фарус пре него што је побегао бродом у Еуксин . Цар Алексије I је убрзо добио вест и он је одговорио тако што је послао ескадрилу бродова да ухвати оца и сина. Сустигли су Теодора код града Егина и саветовали му да преда сина царевим представницима. Да би га убедили, још једном су поновили цареву жељу да ожени Григорија једном од његових ћерки, Маријом Комнином. Видевши да нема избора, Теодор је послушао и Григорије се убрзо нашао поново затворен у Цариграду.

## Побуна против цара Алексија I
По повратку Алексије је само ратификовао брачни уговор уобичајеним правним формалностима и дао Григорија на старање једном од царичиних пратилаца, евнуху Михаилу. Михаило је убрзо увео ригорозан образовни и борилачки програм за дечака. Није волео свог учитеља, тешко је поштовао правила и био је иритиран што се према њему не односе са поштовањем које заслужује као будући члан царске породице. Убрзо су му мисли скренуле на то како да побегне са двора и врати се оцу.
Окупивши малу групу завереника, од којих су неки били војници који су били блиски цару, Григорије је изнео своје планове за бекство. Један од њих јесте пријавио Григоријеве планове цару Алексију I, али је цар одбио да му верује. Тако је оних неколико који су били лојални  цару Алексију I тада сковали заверу да ухвате Григорија и његове присталице. Када је Григорије инсистирао да одмах жели да побегне из Константинопоља, рекли су му да неће пристати на његов план ако им не гарантује своју заверу заклетвом. Григорије се сложио и тако су га одвели у цркву где се чувао један од ексера са распећа Господа Исуса Христа . Овде су му рекли да украде свету реликвију и да је изнесе како би се њоме заклео. Григорије, будући млад и наиван, послуша их и украде светињу.
У том тренутку, један од људи који је обавестио цара о завери отишао је по неке стражаре и вратио се вичући: „Види, ево Гавре, а свети ексер је у његовој одећи поред његових груди.  Григорије је ухапшен и доведен пред цара, где је ексер откривен. На саслушању је све признао, а открио је и имена својих колега завереника. Цар Алексије I га је прогласио кривим и послао Георгију Месопотамику, Дуксу Филипопољском, коме је наређено да га држи затвореног у једној од кула у граду. Сви Григоријеви саучесници били су прогнани или затворени.